# 청방
청방(중국어 간체자: 青帮, 정체자: 青幫, 병음: Qīng Bāng)은 20세기 초 중국 상하이에서 조직되어 운영되어 오던 범죄 조직이다. 이 조직은 소림사의 비밀 결사 조직에서 기원했다고 전해지며 20세기 들어서 많은 상하이의 상인과 기업가들이 가담하였다. 당시 두목으로 유명한 사람은 두월생(杜月笙)이며 그는 상하이이 전체를 관할했다.
청방은 지방 군벌로부터 공급받는 아편, 도박, 매춘등을 관장했으며 기업가들과 손잡고 노동조합과 노동운동을 탄압하는 데 고용되기도 하였고 우파 정치인들의 백색 테러에도 동원되었다. 1927년 4월 공산당에 대한 숙청사건인 4.12사건 때 상하이에서 약 5,000명의 공산주의자와 노동자 학살에 청방이 개입되었던 것으로 여겨진다. 이 사건 직후 두월생은 장제스의 국민혁명군의 장군으로 영입되었다
청방은 중국 국민당과 협력관계를 가지고 있었으며 한때 장제스가 청방의 일에도 관여한 것으로 여겨지며 남의사와도 깊은 관계가 있다.

## 같이 보기
- 홍문
- 흑사회
- 삼합회
- 죽련방